# 荷台达省
荷台達省（阿拉伯语：محافظة الحديدة）是也門西部的一個省，西臨紅海。面積15,407平方公里，2004年人口2,157,552人。
首府荷台達。下分二十三區。
1. ↑  . Central Statistical Organisation.   [24 February 2013]. （原始内容存档于9 October 2012）.